# Abendmahlsaltar (Dirk Bouts)
Der Abendmahlsaltar ist ein 180 × 290 cm großes Triptychon von Dirk Bouts d. Ä. und gilt als eines seiner Hauptwerke. Das Bild, Öl auf Holz, zwischen 1464 und 1467 gemalt, befindet sich in der Schatzkammer der Kirche Sint Pieter in Löwen. Der Auftraggeber war die Bruderschaft des Heiligen Sakraments. Aus dem Vertrag mit der Bruderschaft geht hervor, dass Dirk Bouts 200 rheinische Gulden, 1000 Tageslöhne eines Maurermeisters, für das Bild bekommt. Dafür musste er sich aber verpflichten, kein anderes Bild nebenher zu malen und die Materialien selbst zu bezahlen. Nach seinem Tod 1475 wurden 1486 seine beiden Söhne Aelbert Bouts und Dirk Bouts d. J. beauftragt, die Flügelaußenseiten des Altars ihres Vaters in Sint Pieter zu bemalen.

## Bildmotiv
Die zentralperspektivisch konstruierte Mitteltafel zeigt Jesus mit den Jüngern beim letzten Abendmahl. Gezeigt ist der Moment, in dem Jesus die Worte spricht: „Tuet dies zu meinem Gedächtnis“, womit er nach kirchlicher Tradition die Eucharistie begründet. Zwei Männer, die am Tisch stehen, sind vermutlich die Vorsteher der Bruderschaft. Wer die beiden Personen sind, die durch ein Fenster in der Rückwand schauen, ist nicht bekannt.
Das längliche, dem Betrachter direkt zugewandte Gesicht Jesu erinnert an Darstellungen auf dem Schweißtuch der Veronika. Jesus führt dabei den Segensgestus des Salvator Mundi aus.
Auf den beiden Flügeln sind Szenen aus dem Alten Testament dargestellt, die inhaltlich mit der Eucharistie verbunden sind. Auf dem oberen Teil des linken Flügels ist der Priester Melchisedek zu sehen, wie er Abraham Brot und Wein anbietet, unterhalb davon ist das Pessachmahl dargestellt. Auf dem rechten Flügel ist im oberen Teil die Mannalese dargestellt. Unten ist Elija, nachdem er die Priester des Dämons Baal erschlagen hat, in der Wüste dargestellt. Gott schickt einen Engel, der ihn mit Brot versorgt.